# Gewichtheffen op de Paralympische Zomerspelen 1976
De Ve Paralympische Spelen werden in 1976 gehouden in Toronto, Canada. Gewichtheffen was een van de 13 sporten die op het programma stonden tijdens deze spelen. Voor Nederland deden er geen gewichtheffers mee.

## Evenementen
Er stonden zes evenementen op het programma voor de Mannen.
- Licht-Vedergewicht
- Vedergewicht
- Lichtgewicht
- Middengewicht
- Licht-Zwaarwegewicht
- Zwaarwegewicht

## Mannen
| Klasse             | gewicht | land | Goud                | land | Zilver          | land | Brons          |
| ------------------ | ------- | ---- | ------------------- | ---- | --------------- | ---- | -------------- |
| Licht-Vedergewicht | 142.5   | ISR  | Shmuel Chaim Ovitch | FRA  | J. M. Barberane | AUS  | Terry Mason    |
| Vedergewicht       | 175     | SWE  | Benny Nilsson       | FRA  | J. Ponnier      | GUA  | J. R. de Leon  |
| Lichtgewicht       | 177.5   | USA  | Edward Coyle        | FRA  | A. Eguers       | NZL  | R. Ngata       |
| Middengewicht      | 182.5   | AUS  | Vic Renalson        | FRA  | Aoudmond        | USA  | Richard Taurer |
| Licht-Zwaargewicht | 207.5   | ISR  | Abraham Strauch     | GBR  | R. Rowe         | NZL  | F. Creba       |
| Zwaargewicht       | 240     | USA  | Jon Brown           | SWE  | Bengt Lindberg  | FIN  | Aimo Sohlmann  |

Atletiek · Basketbal · Boogschieten · Dartchery · Gewichtheffen · Goalball · Koersbal · Schermen · Schietsport · Snooker · Tafeltennis · Volleybal · Zwemmen
Tokio 1964 ·
Tel Aviv 1968 ·
Heidelberg 1972 ·
Toronto 1976 ·
Arnhem 1980 ·
New York & Stoke Mandeville 1984 ·
Seoel 1988 ·
Barcelona 1992